# Клеёнка
Клеёнка — ткань, на одну или обе стороны которой нанесено водонепроницаемое покрытие.

## Виды клеёнок
Водонепроницаемое покрытие получают из высыхающих растительных масел (масляная клеёнка), концентрированных высокостирольных синтетических латексов (латексная клеёнка) или пластифицированного поливинилхлорида (поливинилхлоридная клеёнка). Все покрытия содержат большое количество наполнителей. Для клеёнок применяют гладкие и ворсовые ткани, иногда для мягкости их дублируют с поролоном.

## Назначение клеёнок
Клеёнки предназначаются для бытовых нужд (скатертей, различных поделок), полиграфической, швейной, мебельной промышленности, медицинских целей (лечения энуреза, рожи) и т. п.

## Свойства клеёнок
Масса 1 м² покрытия клеёнки — 300—400 г и выше, в зависимости от назначения. Основные требования, предъявляемые к клеёнкам: драпируемость, эластичность, отсутствие липкости, водостойкость.

## Производство клеёнки

### Производство масляной клеёнки
Производство масляной клеёнки состоит из следующих операций: варка олифы, приготовление на её основе каолинового (из суспензии каолина в воде, эмульгатора и олифы) и красочных (содержащих пигменты) грунтов и нанесение на предварительно очищенную и проглаженную ткань несколько слоёв с каландрованием и сушкой каждого. Затем наносят красочный рисунок и покрывают клеёнку лаком. Некоторые сорта клеёнок подвергают тиснению.

### Изготовление латексной клеёнки
Изготовление латексной клеёнки включает следующие операции: приготовление латексных грунтов, обработка ими ткани за 4—6 проходов с промежуточной сушкой, нанесение красочной печати, лакирование, тиснение и вулканизация.

### Изготовление поливинилхлоридной клеёнки
Поливинилхлоридную клеёнку получают из эмульсионных и суспензионных видов поливинилхлоридов. Эмульсионный поливинилхлорид с пластификаторами образует пасту, в которую замешивают наполнители и пигменты. Пасту разравнивают на ткани и подвергают термообработке (до 200°С). Полуфабрикат каландруют и охлаждают. Суспензионный поливинилхлорид, смешиваясь с пластификаторами, превращается в набухший порошок, который вместе с наполнителями, пигментами и стабилизаторами в условиях термомеханической обработки на тяжёлом оборудовании (смесители, микструдеры, вальцы) переходит в пластичную смесь — пластикат. Затем при высоких температурах формируется плёнка, сдваиваемая с тканью. После охлаждения наносится цветной узор.